# 裸花蜀葵
裸花蜀葵（学名：Althaea nudiflora）为锦葵科蜀葵属下的一个种。

## 扩展阅读
- 維基物種上的相關：裸花蜀葵